# Annika Idström
Jukka-Pekka Palviainen (né le 12 novembre 1947 à Helsinki, morte le 20 septembre 2011 à Helsinki) est un écrivain finlandais.

## Ouvrages
- (fi) Sinitaivas : romaani, Porvoo, Helsinki, Juva, WSOY, 1980, 262 p. (ISBN 951-0-09971-6)
- (fi) Isäni, rakkaani, Porvoo, Helsinki, Juva, WSOY, 1981 (ISBN 951-0-10821-9)
- (fi) Veljeni Sebastian, Porvoo, Helsinki, Juva, WSOY, 1985 (ISBN 951-0-17322-3)
- (fi) Kirjeitä Trinidadiin, Porvoo, Helsinki, Juva, WSOY, 1989 (ISBN 951-0-15321-4)
- (fi) Luonnollinen ravinto, Porvoo, Helsinki, Juva, WSOY, 1994 (ISBN 951-0-19011-X)

## Prix et récompenses
- Prix Kalevi Jäntti (1980)
- Prix national de littérature (1985)
- Prix artistique de la région de l'Uusimaa (fi) (1990)
- Pro Finlandia (1994)
- Médaille Pro Finlandia nomination (1985 et 1989)